# Américo Brasiliense
Américo Brasiliense, amtlich portugiesisch Município de Américo Brasiliense, ist eine Kleinstadt im Inneren des brasilianischen Bundesstaats São Paulo. Sie ist rund 280 km von der Hauptstadt São Paulo entfernt, mit der Stadt Araraquara bildet sie eine Konurbation. Die Einwohnerzahl wurde zum 1. Juli 2021 auf 41.545 Bewohner geschätzt, die Américo-Brasilienser oder kurz Amerilienser genannt werden. Die Fläche beträgt 122,785 km² (2017), die hauptsächlich landwirtschaftlich für Zuckerrohranbau genutzt wird.

## Geschichte
Benannt sind Stadt und Verwaltungsbezirk nach dem Politiker des Kaiserreichs Brasiliens Américo Brasiliense de Almeida Melo (1833–1896), späterer Gouverneur der Provinz São Paulo und erster Präsident des neuen Bundesstaates São Paulo in der Übergangszeit. 1878 wurde zunächst der Distrito de Américo Brasiliense gegründet, dieser war einer der Distrikte der Stadt Araraquara.
Durch Gesetz Nr. 8092 vom 28. Februar 1964 wurde die Gründung als selbstverwaltende Stadt beschlossen, aus Araraquara ausgegliedert und am 21. Mai 1965, nach den hierfür erforderlichen Wahlen zum Bürgermeister und der Stadträte, wirksam.

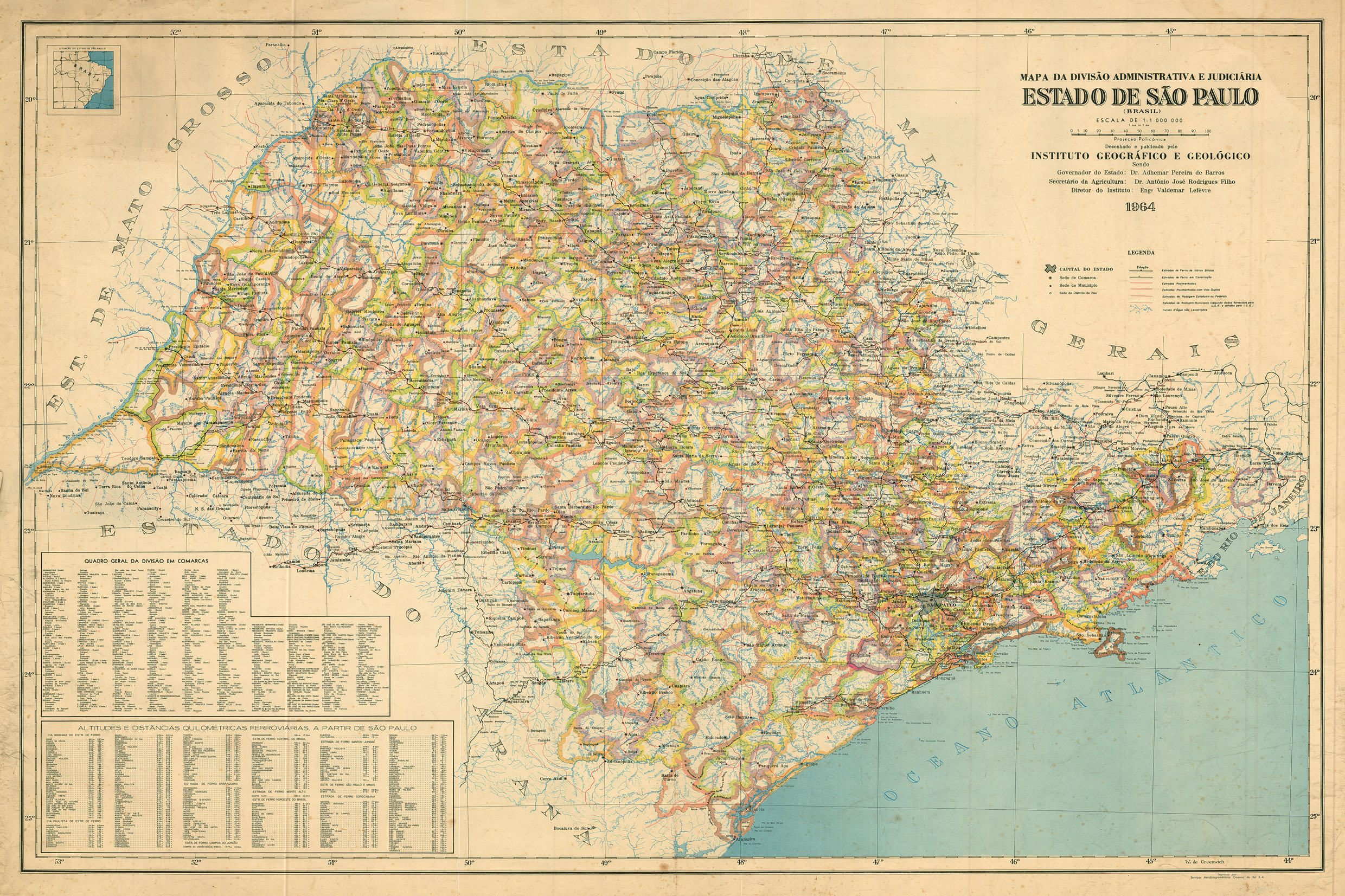
Karte des Bundesstaates São Paulo (1964).

Das Stadtfest wird zum 21. Mai gefeiert. Die damalige Fläche betrug noch 132,8 km².

## Geographie
Das Gemeindegebiet liegt auf eine Höhe von 715 Metern über dem Meeresspiegel. Hydrographisch gehört das Gebiet zum Entwässerungsbecken des Rio Mogi (Bacia Hidrografica do Rio Mogi-Guaçú).
Nachbargemeinden sind:
- im Norden Santa Lúcia;
- im Osten São Carlos;
- und im Südwesten direkt übergehend Araraquara.

## Klima
Das Klima ist tropisch, nach der Klassifikation Köppen-Geiger Aw und Cwa.
|                   | Jan  | Feb  | Mär  | Apr  | Mai  | Jun  | Jul  | Aug  | Sep  | Okt | Nov  | Dez  |   |      |
| Temperatur (°C)   | 22,5 | 22,5 | 22,1 | 20,5 | 18,1 | 16,7 | 16,7 | 18,3 | 19,8 | 21  | 21,7 | 22,1 | Ø | 20,2 |
| Niederschlag (mm) | 237  | 211  | 165  | 53   | 44   | 33   | 23   | 21   | 51   | 129 | 160  | 228  | Σ | 1355 |

## Verwaltung, Politik
Stadtpräfekt (Exekutive) ist seit der Kommunalwahl 2020 für die Amtszeit 2021 bis 2024 Dirceu Bras Pano von dem Partido da Social Democracia Brasileira (PSDB). Die Legislative liegt beim Stadtrat, der Câmara Municipal, der aus 13 Stadträten (vereadores) besteht. Präsident für die Amtszeit 2017 bis 2020 ist Divaldo de Camargo Pereira von dem Partido Social Democrático (PSD).
Die Katholiken der drei Pfarreien Paróquia de São Judas Tadeu (gegründet 2014), Paróquia de Nossa Senhora Aparecida und Paróquia São Francisco de Assis gehören zum Bistum São Carlos.

## Bevölkerungsentwicklung
Quelle: IBGE (Angabe für 2021 ist lediglich eine Schätzung)

## Wirtschaft
Die Stadt wird wegen der umliegenden Zuckerrohrfelder auch Cidade Doçura (Stadt der Süße) genannt. Die Zuckerindustrie stellt den Haupterwerbszweig der Stadt dar.
Weiter im Westen in Gavião Paixoto befindet sich eine Fabrikanlage der Embraer. Dort wird das militärische taktische mittlere Transportflugzeug Embraer KC-390 gebaut. 

## Bildung
1991 lag die Analphabetenquote bei 20,3 %, die sich bei der Volkszählung 2010 bereits auf 8,8 % reduziert hatte.

## Religion
Das Christentum ist in der Stadt wie folgt vertreten:

### Römisch-katholische Kirche
Die katholische Kirche in der Gemeinde ist Teil der Bistum São Carlos.

### Protestantische Kirche
In der Stadt gibt es die unterschiedlichsten evangelischen Glaubensrichtungen, hauptsächlich Pfingstler, darunter die brasilianischen Assemblies of God (die größte evangelische Kirche des Landes), die Christliche Kongregationalistische Kirche in Brasilien, und andere.

## Persönlichkeiten
- Gilson do Amaral (* 1984), Fußballspieler